# Cunninghamia lanceolata
Cunninghamia lanceolata er et stedsegrønt nåletræ af Cypres-familien, som kan blive op til 15m her i Danmark, og op til 40 meter under gunstige omstændigheder i hjemlandet, Kina. På dansk  bruges nogen gange navnet kinesisk ligkistetræ
Det er normalt ikke hårdført, men da Nordisk Kabel og Tråd lavede en telegraflinje i Kina i 1920'erne, så var der en ingeniør som havde nogen frø med hjem. Rent tilfældigt var de fra en nordlig bestand uden for artens normale udbredelse.
Disse planter har vist sig rimeligt hårdføre, selv om unge planter nyplantede planter er lidt sarte.
Arten minder meget om kridttidens nåletræer.
- Hun kogle
- Han kogler